# Catherine Mavrikakis
Catherine Mavrikakis, née le 7 janvier 1961 à Chicago, est une écrivaine et essayiste québécoise. Elle est  professeure au département des littératures de langue française de l'Université de Montréal depuis juin 2003, après avoir été professeure à l’Université Concordia de 1993 à 2003.

## Biographie
Née le 7 janvier 1961 à Chicago d'une mère française et d'un père d'origine grecque qui a grandi en Algérie, Catherine Mavrikakis complète un baccalauréat et une maîtrise en littérature française à l'Université de Montréal, avant de s'orienter vers la littérature comparée au doctorat. Son mémoire de maîtrise a pour titre La question de la fin de l'histoire dans Le dernier homme de Maurice Blanchot. Elle obtient son doctorat à l'Université de Montréal en 1989. Sa thèse, intitulée Langue familière, langue étrangère : de la pureté d'une langue à sa traduction, porte sur la langue, la folie et la fondation de la littérature nationale dans le corpus suivant : Mallarmé, Nodier, Freud et Schreber, Khlebnikov, Hölderlin, Heidegger et les Romantiques allemands.
Elle a également travaillé sur différents sujets, tels la filiation, le deuil, la maladie dans l’écriture moderne. Ses recherches tentent de penser le discours littéraire et social sur la santé actuelle (Foucault), les idées de contamination, contagion et influence dans les écrits du sida et l’imaginaire de l’aveu, de la souffrance à nommer dans le récit contemporain (Christine Angot, Chloé Delaume, Guillaume Dustan, Anne-Marie Alonzo)[réf. souhaitée]. Elle s’intéresse aussi au processus créateur dans la théorie psychanalytique et dans le discours tenu par les écrivains. Elle participe depuis longtemps au festival littéraire international Metropolis bleu.
Pour Mavrikakis, l’écriture est une écriture de la colère : « La colère chez moi est une éthique, une politique, un facteur de changement.» L’écriture de Mavrikakis s’inscrit ainsi dans le paysage des « auteurs de la colère », dont Martine Delvaux, Christine Angot, Elfriede Jelinek, Chloé Delaume, Alice Massat, Lorette Nobécourt et Virginie Despentes. Son écriture, notamment dans ses textes récents, est marquée d’un « humour acerbe […] niché dans ses craques et se présentant à nous de façon inopinée ».
Elle est membre de l'Académie des lettres de Québec depuis 2017.

### Carrière universitaire
De 1993 à 2003, Catherine Mavrikakis occupe le poste de professeure à l'Université Concordia.
En 2003, Catherine Mavrikakis et Martine Delvaux deviennent les directrices de la revue féministe Tessera, laquelle cessera ses activités en 2005.
De 2004 à 2010, Catherine Mavrikakis participe à plusieurs projets de recherche subventionnés par le Conseil de recherche en sciences humaines du Canada, seule ou en collaboration avec d’autres chercheurs, dont Martine Delvaux et Christian Saint-Germain. Ses projets abordent principalement la figure du féminin et le visage des femmes.
Avec Servanne Monjour et Marcello Vitali-Rosati, Catherine Mavrikakis participe à un projet de recherche sur le récit de voyage intitulé « Réaménagement littéraire de la route Transcanadienne (St-Jean-Victoria) », et ce de 2018 à 2021.
Elle enseigne au Département d'études françaises de l'Université de Montréal depuis juin 2003 et y a dirigé 102 mémoires ou thèses de 2005 à 2024.

## Œuvres

### Romans
- Deuils cannibales et mélancoliques, Laval, Trois, 2000, 200 p.
- Ça va aller, Montréal, Leméac, 2002, 160 p.
- Fleurs de crachat, Montréal, Leméac, 2005, 198 p.
- Le ciel de Bay City, Montréal, Héliotrope, 2008, 291 p.
- Les derniers jours de Smokey Nelson, Montréal, Héliotrope, 2011, 307 p.
- La ballade d'Ali Baba, Montréal, Héliotrope, 2014, 212 p.
- Oscar De Profundis, Montréal, Héliotrope, 2016, 324 p.
- Ce qui restera, Montréal, Québec Amérique, 2017, 125 p.
- L'annexe, Montréal, Héliotrope, 2019, 243 p.
- L'absente de tous bouquets, Montréal, Héliotrope, 2020, 181 p.
- Impromptu, Montréal, Héliotrope, 2022, 67 p.
- Niagara, Montréal, Héliotrope, 2022, 180 p.
- Sur les hauteurs du mont Thoreau, Montréal, Montréal, Héliotrope, 2024, 344 p.
- Sur les routes : Un étrange voyage de Chicago à Alamogordo, Montréal, Héliotrope, 2024, 126 p.

### Essais
- La mauvaise langue, Seyssel, Champs Vallon, 1996, 164 p. (ISBN 2-87673-147-9)
- (avec Martine Delvaux), Ventriloquies, Montréal, Léméac, 2003, 189 p. (ISBN 9782760965065)
- Condamner a mort : les meurtres et la loi à l'écran, Montréal, Presses de l'Université de Montréal, 2005, 161 p. (ISBN 2-7606-1961-3)
- Marguerite Duras, Sublime, forcément sublime Christine V., précédé de « Duras aruspice » de Catherine Mavrikakis, Montréal, Héliotrope, 2006, 61 p. (ISBN 9782923511047)
- L'éternité en accéléré : e-carnet, Montréal, Héliotrope, 2010, 278 p. (ISBN 978-2-923511-22-1)
- Diamanda Galás : guerrière et gorgone, Montréal, Héliotrope, 2014, 106 p. (ISBN 9782923975405)
- (avec Nicolas Lévesque), Ce que dit l'écorce, Montréal, Nota Bene, 2014, 170 p. (ISBN 978-2-89518-480-5)
- (avec Eftihia Mihelakis, Jérémie McEwen et Josianne Poirier), J'enseigne depuis toujours : dialogues, Montréal, Nota bene, 2020, 165 p. (ISBN 9782895187257)

### Théâtre
- Omaha Beach : oratorio, Montréal, Héliotrope, 2010 (1re éd. 2008), 123 p. (ISBN 978-2-923511-26-9)[12]

### Ouvrages collectifs
- Lucie Lequin (dir.) et Catherine Mavrikakis (dir.), La francophonie sans frontière : une nouvelle cartographie de l'imagination au féminin, Paris, L'Harmattan, 2001, 544 p. (ISBN 2-7475-1713-6)
- Catherine Mavrikakis (dir.) et Patrick Poirier (dir.), Un certain genre malgré tout : pour une réflexion sur la différence sexuelle à l'oeuvre dans l'écriture, Montréal, Nota bene, 2006, 344 p. (ISBN 2-89518-258-2)
- « 23° 22, 5' S., 150° 30, 7' E. sur le tropique des Capricornes », dans Zodiaque (sous la direction de Ariane Lessard et Sébastien Dulude), Montréal, La Mèche, 2019, 53-67 p. (ISBN 9782897070939)
- « Je ne les ai pas inventées », dans Folles frues fortes (sous la direction de Marie Demers), Montréal, Tête première, 2019 (ISBN 9782924207970), p. 155-178

### Articles et chapitres de livre (sélection)
- « À la manière de Régine. Déambulations, errances et "cyberwalks" dans l'œuvre de Robin », dans Caroline Désy, Véronique Fauvelle, Viviana Fridman et Pascale Maltais (dir.), Une œuvre indisciplinaire, Mémoire, texte et identité chez Régine Robin, Presses de l'Université Laval, 2007, p. 113-130.
- « Préface », L'Oiseau, le Vieux-Port et le Charpentier de Michel van Schendel, Montréal, l'Hexagone, 2006, 48 p.
- « Qu'on en finisse donc..., l'inscription du posthume, de la survivance et du prénatal modernes », dans Ginette Michaud et Élisabeth Nardout-Lafarge (dir.), Constructions de la modernité au Québec. Actes du colloque international tenu à Montréal les 6, 7 et 8 novembre 2003, Lanctôt Éditeur, 2004.
- « L'Inhôpitalité de l'hôpital », dans Lise Gauvin, Pierre l'Hérault et Alain Montandon (dir.), actes du colloque Le dire de l'hospitalité, Presses universitaires Blaise Pascal, 2004.
- « À bout de souffle. Vitesse, rage et pornographie. Parcours rapide des textes d'Hervé Guibert et de Christine Angot », Sites, The Journal of 20th-Century/Contemporary French Studies, University of Connecticut, novembre 2002.
- « L'Empire du passé. Nostalgie, deuils et ruminations de l'histoire au Québec et en Autriche », Le transfert culturel et scientifique entre l'Autriche et le Canada, Zentrum für Kanadastudien an der Universität Innsbruck, Leopold-Franzens Universitat, 2003.
- « Les Mauvaises Influences de John Walker Lindh », dans Pierre Ouellet (dir.), Politique de la parole. Singularité et communauté, Trait d'union, 2002.
- « La Face de la métaphysique », dans Alexis Nouss, Simon Harel et Michael La Chance (dir.), L'infigurable, Montréal, Éditions Liber, 2000.
- « Plus rien ne m'étonne. Et autant le dire tout de suite : Cela ne m'étonne pas... », dans Francine Belle-Isle, Simon Harel et Gabriel Moyal (dir.), L'Étonnement, Montréal, Liber, 2000, p. 155-168.
- « Femmes de chambre : du lieu de la bonne dans La Passion selon G.H. », Études françaises, vol. 25, no 1,‎ été 1989, p. 29-37 (lire en ligne)
- avec Denyse Beaulieu, « De Derrida à la mode », Études françaises, vol. 20, no 1,‎ automne 1984, p. 19-27 (lire en ligne)

## Prix et distinctions
- 2006 : Finaliste, Prix du gouverneur général, catégorie Études et essais de langue française pour Condamner à mort. Le meurtre et la loi à l'écran[13]
- 2006 :  Lauréate, Prix Spirale Eva-Le-Grand, pour Condamner à mort. Le meurtre et la loi à l'écran[14]
- 2006 : Lauréate, Prix Victor Barbeau de l'Académie des lettres du Québec pour Condamner à mort. Le meurtre et la loi à l'écran[15]
- 2008 : Finaliste, Prix du gouverneur général, catégorie Théâtre, pour Omaha Beach[13]
- 2008 : Lauréate, Grand prix du livre de Montréal pour Le Ciel de Bay City[16]
- 2009 : Lauréate, Prix littéraire des collégien•ne•s pour Le Ciel de Bay City[17]
- 2009 : Lauréate, Prix des libraires du Québec pour Le Ciel de Bay City[18]
- 2012 : Lauréate, Prix Jacques-Cartier du roman et de la nouvelle de langue française, pour Les Derniers jours de Smokey Nelson[19]

- 2012 : Finaliste, Prix littéraire des collégien•ne•s pour Les Derniers jours de Smokey Nelson[20]
- 2012 : Finaliste, Prix littéraire du gouverneur général pour Les derniers jours de Smokey Nelson[13]
- 2015 : Finaliste, Prix littéraire du Gouverneur général avec Nicolas Lévesque pour Ce que dit l'écorce[13]
- 2015 : Finaliste, Prix littéraire des collégien•ne•s pour La ballade d'Ali Baba[21]

### Littérature
- Danielle Dumontet, La comédie de la peine de mort. "Les derniers jours de Smokey Nelson" de Catherine Mavrikakis. En: À la carte: Le roman québécois (2010-2015). Ed. Gilles Dupuis, Klaus-Dieter Ertler. Peter Lang, Berne 2017, pp. 349–368